# Kara Dev Murad Pascià
Kara Dev Murad Pascià (tradotto dal turco ottomano: Murad Pascià il gigante coraggioso; 1595 – Hama, 1655) è stato un politico e militare ottomano di origine albanese. Servì come Capitan Pascià e due volte come Gran Visir. Il suo epiteto Kara ("nero") si riferisce al suo coraggio e Dev ("gigante") alla sua grandezza fisica.

## Biografia

### Primi anni
Si distinse nelle prime fasi della guerra di Candia tra l'Impero Ottomano e la Repubblica di Venezia. Fu assegnato a vari incarichi nel corpo dei Giannizzeri (i reggimenti professionali che costituivano il nucleo dell'esercito ottomano), e nel 1648, durante l'intronizzazione di Mehmed IV, fu promosso a comandante del Agha dei Giannizzeri (in turco Yeniçeri ağası). Quando la marina ottomana fu sconfitta dai veneziani nella battaglia di Focea il 12 maggio 1649, il gran visir Sofu Mehmed Pascià fu incolpato della sconfitta, e fu sostituito da Kara Murat Pascià il 21 maggio. Murat fece esiliare e poi giustiziare Sofu Mehmed Pascià.

### Primo mandato
Al momento della nomina di Murat a Gran Visir, il sultano aveva solo sette anni e le due Valide Sultan (sua madre Turhan Hatice e sua nonna Kösem), che agivano come reggenti, erano bloccati in una lotta di potere. Mentre Kösem sosteneva Murat, Turhan Hatice era contro di lui. Inoltre, anche i capi dei giannizzeri, ex colleghi di Murat, erano contro di lui. Sentendo che la sua vita era in pericolo, Murat si dimise il 5 agosto 1650. Su suo suggerimento, gli successe Melek Ahmed Pascià.
Dopo le sue dimissioni, Murat fu nominato beilerbei di Budin (Buda, parte della moderna Budapest, in Ungheria). Nel 1653, tornò a Istanbul e fu nominato Capitan Pascià (grande ammiraglio) e incaricato di trasportare rinforzi e munizioni a Creta via mare. All'epoca la marina veneziana stava bloccando lo stretto dei Dardanelli, ma Murat riuscì a sconfiggere i veneziani e a rompere il loro blocco nella Prima battaglia dei Dardanelli.

### Secondo mandato e morte
Murat Pascià fu richiamato come Gran Visir l'11 maggio 1655. Il suo secondo mandato fu molto breve; a causa di problemi economici e dell'opposizione dei Giannizzeri, dovette dimettersi il 19 agosto 1655. Fu poi nominato beilerbei dell'Eyalet di Damasco in Siria, ma lungo la strada per assumere l'incarico, si ammalò e morì. Nei cinque anni tra i suoi due mandati come Gran Visir, sei diversi pascià furono nominati alla carica, un'indicazione dell'instabilità politica dell'impero a metà del XVII secolo.